# Rapport de mélange (combustion)
Ne doit pas être confondu avec Fraction de mélange.
Cet article concerne le rapport de mélange dans une combustion. Pour le rapport de mélange en météorologie, voir Rapport de mélange.
 (juillet 2020).
Si vous disposez d'ouvrages ou d'articles de référence ou si vous connaissez des sites web de qualité traitant du thème abordé ici, merci de compléter l'article en donnant les références utiles à sa vérifiabilité et en les liant à la section « Notes et références ».
Le rapport de mélange d’un moteur à combustion est le rapport entre le débit massique de comburant divisé par le débit massique de carburant. La combustion peut avoir lieu de manière contrôlée, par exemple dans un moteur à combustion interne ou un four industriel, ou peut entraîner une explosion (par exemple, une explosion de poussières, une explosion de gaz ou de vapeur ou dans une arme thermobarique).
Le rapport air-carburant détermine si un mélange est combustible, quelle quantité d’énergie est libérée et quelle quantité de polluants indésirables est produite dans la réaction. En règle générale, il existe une gamme de rapports carburant/air, en dehors de laquelle l’inflammation ne se produira pas. C’est ce qu’on appelle les limites inférieure et supérieure d’explosivité.
Dans un moteur à combustion interne ou un four industriel, le rapport air-carburant est une mesure importante pour des raisons d’antipollution et d’optimisation des performances. Si l’on fournit exactement assez d’air pour brûler complètement tout le carburant, le rapport est connu sous le nom de mélange stœchiométrique. Les ratios inférieurs à la stœchiométrie (où le carburant est en excès) sont considérés comme « riches ». Les mélanges riches sont moins efficaces, mais peuvent produire plus d’énergie et brûler plus froid. Les ratios supérieurs à la stœchiométrie (où l’air est en excès) sont considérés comme « pauvres ». Les mélanges pauvres sont plus efficaces mais peuvent provoquer des températures plus élevées, ce qui peut entraîner la formation d’oxydes d’azote. Certains moteurs sont conçus avec des caractéristiques permettant une combustion pauvre. Pour des calculs précis du rapport air-carburant, la teneur en oxygène de l’air de combustion doit être spécifiée en raison de la densité de l'air différente due à l'altitude ou à la température de l'air d’admission, de la dilution possible par la vapeur d'eau ambiante ou de l'enrichissement par des ajouts d’oxygène.

## Moteur à explosion
En théorie, un mélange stœchiométrique a juste assez d’air pour brûler complètement le carburant disponible. Dans la pratique, cela n’est jamais tout à fait atteint, principalement en raison du temps très court disponible dans un moteur à explosion pour chaque cycle de combustion.
La majeure partie du processus de combustion est effectuée en environ 2 millisecondes à un régime moteur de 6 000 tours par minute (100 tours par seconde ; 10 millisecondes par tour du vilebrequin. Pour un moteur à quatre temps, cela signifie 5 millisecondes pour chaque course de piston et 20 millisecondes pour effectuer un cycle à quatre temps (le cycle d’Otto) avec une rotation du vilebrequin de 720 degrés). Il s’agit du temps qui s’écoule entre l’allumage de la bougie d’allumage et la combustion de 90 % du mélange air-carburant, généralement environ 80 degrés de rotation du vilebrequin plus tard. Les pots catalytiques sont conçus pour fonctionner de manière optimale lorsque les gaz d'échappement qui les traversent sont le résultat d’une combustion presque parfaite.
Un mélange parfaitement stœchiométrique brûle très chaud et peut endommager les composants du moteur si celui-ci est soumis à une charge élevée avec ce mélange air-carburant. En raison des températures élevées de ce mélange, la détonation du mélange air-carburant à l’approche ou peu de temps après la pression maximale du cylindre est possible sous une charge élevée (appelée cliquetis), en particulier un événement de « pré-détonation » dans le contexte d’un modèle de moteur à allumage commandé. Une telle détonation peut causer de graves dommages au moteur, car la combustion incontrôlée du mélange air-carburant peut créer des pressions très élevées dans le cylindre. Par conséquent, les mélanges stœchiométriques ne sont utilisés que dans des conditions de charge légère à faible-modérée. Pour les conditions d’accélération et de charge élevée, un mélange plus riche (rapport air-carburant plus faible) est utilisé pour produire des produits de combustion plus froids (utilisant ainsi le refroidissement par évaporation), et ainsi éviter la surchauffe de la culasse, et ainsi empêcher la détonation.

## Systèmes de gestion du moteur
Le mélange stœchiométrique pour un moteur à essence est le rapport idéal air/carburant qui brûle tout le carburant sans excès d’air. Pour l'essence, le mélange stœchiométrique air-carburant est d’environ 14,7:1, c’est-à-dire que pour chaque gramme de carburant, 14,7 grammes d’air sont nécessaires. Pour un carburant composé d'octane pur, la réaction d’oxydation est la suivante :
25 O2 + 2 C8H18 → 16 CO2 + 18 H2O + énergie
Tout mélange supérieur à 14,7:1 est considéré comme un mélange "pauvre" ; toute valeur inférieure à 14,7:1 est un mélange "riche" – étant donné un carburant « d’essai » parfait (idéal) (essence composée uniquement de n-Heptane et d’isooctane). En réalité, la plupart des carburants sont constitués d’une combinaison d’heptane, d’octane, d’une poignée d’autres alcanes, ainsi que d’additifs, notamment des détergents, et éventuellement d’oxygénateurs tels que le MTBE (méthyl tert-butyl éther) ou l'éthanol/méthanol. Ces composés modifient tous le rapport stœchiométrique, la plupart des additifs poussant le rapport vers le bas (les oxygénateurs apportent de l’oxygène supplémentaire à la combustion sous forme liquide qui est libérée au moment de la combustion ; pour le carburant chargé de MTBE, le rapport stœchiométrique peut être aussi bas que 14,1:1). Les véhicules qui utilisent un sonde à oxygène ou d’autres boucles de rétroaction pour contrôler le rapport carburant/air (contrôle lambda) compensent automatiquement ce changement de taux stœchiométrique du carburant en mesurant la composition des gaz d’échappement et en ajustant le volume de carburant. Les véhicules qui n’ont pas de tels systèmes (comme la plupart des motocyclettes jusqu’à récemment et les voitures antérieures au milieu des années 1980) peuvent avoir des difficultés à utiliser certains mélanges de carburant (en particulier les carburants d’hiver utilisés dans certaines régions) et peuvent nécessiter des gicleurs de carburateur différents (ou avoir des rapports de mélange modifiés) pour compenser. Les véhicules qui utilisent des sondes à oxygène peuvent surveiller le rapport air-carburant à l’aide d’un capteur de rapport air-carburant.